# Barza

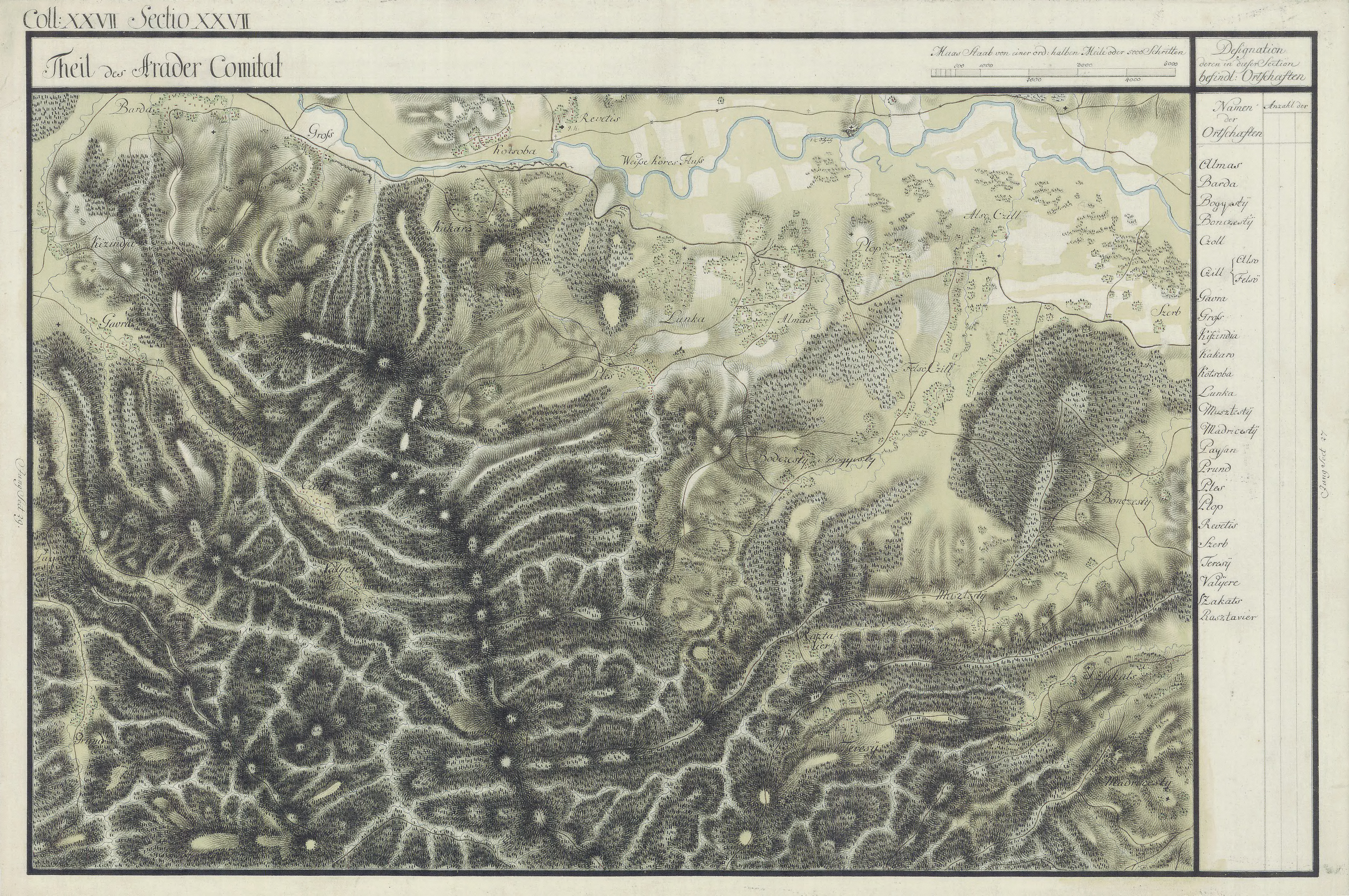
A falu Barda néven, 1782–85-ben

Barza, 1910-ig Berza (románul: Bârsa) falu Romániában, Arad megyében.

## Nevének eredete
Neve személynévi eredetű, amely vagy a román Bârsa, vagy a magyar Borza személynévi adatokkal áll kapcsolatban. Első okleveles említése 1489-ből származik, Berza alakban. A ma â-vel jelölt felső nyelvállású, illabiális centrális román beszédhang magyar átírására mind az a, mind az e használatban volt, a helységnévrendezés idején nevét magánhangzó-harmóniát teremtve próbálták magyarosabbá tenni.

## Fekvése
Aradtól 76 kilométerre északkeletre, Borossebestől négy kilométerre északnyugatra, a Fehér-Körös bal partján fekszik.

## Népessége

### Etnikai és vallási megoszlás
- 1839–40-ben 1140 ortodox román és hat római katolikus lakosa volt.[3]
- 1910-ben 1460 lakosából 1402 volt román és 54 magyar anyanyelvű; 1379 ortodox, 30 római katolikus, tizenhárom református, tíz zsidó és 27 egyéb (baptista) vallású.
- 2002-ben 1008 lakosából 999 volt román nemzetiségű; 916 ortodox, 46 baptista és 40 pünkösdi hitű.

## Története
A helyi hagyomány szerint 1750-ben alapította harmincöt, Havasalföldről érkezett család. Ez azonban nincs így, a település a 15. században keletkezett és már jóval 1750 előtt, valószínűleg kezdettől román lakosságú volt. 1746-ig Zaránd, attól kezdve Arad vármegyéhez tartozott. 1740 és 45 között költözött a Gunoiește nevű helyről a Dealul Crișului-ba, lakossága egyúttal a szomszéd falvakból érkező beköltözőkkel gyarapodott. 1746-ban 31 jobbágy, 1802-ben ötven zsellér, 81 nyolcad-, 43 negyed-, 14 3/8-ad, hét féltelkes és egy egésztelkes jobbágycsalád lakta. A kincstártól 1804-ben egy Leopold Kardetter nevű bécsi kereskedő vásárolta meg Álgyesttel és Vojvodénnyel együtt. Birtokán letelepedve fölvette az áldófalvi Álgyay nevet és juhkereskedésbe fogott. 1809–10-ben a falut mai helyén vonatta utcarendbe. 1823-ra épült fel a templom, 1826-ra az iskola. Álgyay közben belebukott a vállalkozásba, birtokát a cincár eredetű Takács György Tibor vásárolta meg. 1834-ben a falu határában elkészült a Malom-csatorna. 1853-ban a hatóságok elrendelték kerítések építését. 1863-ban szeszgyárat, majd Kádár József birtokán 1890-ben egy nagy téglagyárat építettek. Utóbbi tavasztól kora őszig kb. százötven munkást foglalkoztatott. 1960–65-ben tetőcserepet is gyártott, és ma is üzemel. 1944. szeptember 14. és 18. a falu határa a magyar és román csapatok közötti harcok színhelye volt.
Jelentős fazekasfalunak számított. 1900 körül hatvannál több fazekas készített benne vörös, mázatlan agyagedényeket. Az agyagot a falu határából, a Rovine dombról hozták.